# I'll Make Love to You
"I'll Make Love to You" là một bài hát của nhóm ca R&B người Mỹ Boyz II Men nằm trong album phòng thu thứ hai của họ,  II  (1994). Nó được phát hành vào ngày 26 tháng 7 năm 1994 bởi Motown Records như là đĩa đơn chủ đạo của album. Bài hát được viết lời và sản xuất bởi Babyface.
Sau khi phát hành, "I'll Make Love to You" đã gặt hái những thành công vượt trội về mặt thương mại. Nó giữ vị trí số một trên bảng xếp hạng Billboard Hot 100 trong 14 tuần liên tiếp, từ ngày 27 tháng 8 đến ngày 26 tháng 11 năm 1994. Vào thời điểm đó, bài hát đã cân bằng kỷ lục về số tuần thống trị bảng xếp hạng lâu nhất trong lịch sử với "I Will Always Love You" của Whitney Houston. Boyz II Men sau đó đã phá vỡ kỷ lục này vào năm 1996 với "One Sweet Day", hợp tác với Mariah Carey, giữ vững ngôi vị quán quân trong 16 tuần. Ngoài ra, khi "On Bended Knee" thay thế vị trí số một của "I'll Make Love to You", Boyz II Men trở thành nghệ sĩ thứ ba trong lịch sử (sau The Beatles và Presley) thay thế chính mình ở vị trí đầu bảng của Hot 100. Nó cũng lần lượt đứng đầu bảng xếp hạng Hot R&B Singles trong 9 tuần và Adult Contemporary của Billboard trong 4 tuần. Trên thị trường quốc tế, bài hát đứng đầu các bảng xếp hạng ở Úc, Canada và New Zealand, và lọt vào top 5 ở Đan Mạch, Pháp, Na Uy và Vương quốc Anh.
"I'll Make Love to You" được xem là một trong những đĩa đơn thành công nhất mọi thời đại. Nó được tạp chí Billboard xếp hạng là bài hát thành công thứ ba của thập niên 1990. Bài hát cũng đứng ở vị trí thứ 20 trong danh sách "Những Đĩa đơn Hot 100 của mọi thời đại" của Billboard. "I'll Make Love to You" cũng giúp Boyz II Men giành giải Grammy cho Trình diễn song ca hoặc nhóm nhạc giọng R&B xuất sắc nhất vào năm 1995 và 2 giải thưởng Âm nhạc Mỹ cho Đĩa đơn Pop/Rock được yêu thích và Đĩa đơn Soul/R&B được yêu thích.

## Danh sách bài hát
Đĩa CD tại châu Âu 
1. "I'll Make Love To You" (bản pop chỉnh sửa) - 3:49
2. "I'll Make Love To You" (bản không lời) - 5:39

Đĩa CD tại Vương quốc Anh / Đĩa CD maxi tại Hoa Kỳ
1. "I'll Make Love To You" (bản pop chỉnh sửa) - 3:49
2. "I'll Make Love To You" (bản LP) - 4:07
3. "I'll Make Love To You" (bản không lời) - 5:39
4. "I'll Make Love To You" (bản acapella) - 4:49

## Xếp hạng
| Bảng xếp hạng (1994)                     | Vị trí cao nhất |
| ---------------------------------------- | --------------- |
| Úc (ARIA)                                | 1               |
| Bỉ (Ultratop 50 Flanders)                | 7               |
| Canada (RPM)                             | 1               |
| Canada (The Record)                      | 1               |
| Đan Mạch (Tracklisten)                   | 5               |
| Châu Âu (European Hot 100 Singles)       | 10              |
| Pháp (SNEP)                              | 2               |
| Đức (Official German Charts)             | 20              |
| Ireland (IRMA)                           | 7               |
| Hà Lan (Dutch Top 40)                    | 4               |
| Hà Lan (Single Top 100)                  | 7               |
| New Zealand (Recorded Music NZ)          | 1               |
| Na Uy (VG-lista)                         | 5               |
| Scotland (OCC)                           | 12              |
| Thụy Điển (Sverigetopplistan)            | 6               |
| Thụy Sĩ (Schweizer Hitparade)            | 9               |
| Anh Quốc (OCC)                           | 5               |
| Hoa Kỳ Billboard Hot 100                 | 1               |
| Hoa Kỳ Adult Contemporary (Billboard)    | 1               |
| Hoa Kỳ Hot R&B/Hip-Hop Songs (Billboard) | 1               |
| Hoa Kỳ Pop Airplay (Billboard)           | 1               |
| Hoa Kỳ R&B/Hip-Hop Airplay (Billboard)   | 1               |
| Hoa Kỳ Rhythmic (Billboard)              | 1               |

| Bảng xếp hạng (1994)                 | Vị trí |
| ------------------------------------ | ------ |
| Australia (ARIA)                     | 7      |
| Belgium (Ultratop 50 Flanders)       | 42     |
| Canada (RPM)                         | 9      |
| Europe (European Hot 100 Singles)    | 46     |
| France (SNEP)                        | 35     |
| Netherlands (Dutch Top 40)           | 50     |
| Netherlands (Single Top 100)         | 51     |
| New Zealand (Recorded Music NZ)      | 3      |
| Norway Autumn Period (VG-lista)      | 15     |
| Sweden (Sverigetopplistan)           | 34     |
| UK Singles (Official Charts Company) | 43     |
| US Billboard Hot 100                 | 3      |
| US Adult Contemporary (Billboard)    | 48     |
| US Hot R&B/Hip-Hop Songs (Billboard) | 3      |
| Bảng xếp hạng (1995)                 | Vị trí |
| US Billboard Hot 100                 | 50     |
| US Adult Contemporary (Billboard)    | 30     |

| Bảng xếp hạng (1990–99)         | Vị trí |
| ------------------------------- | ------ |
| New Zealand (Recorded Music NZ) | 35     |
| US Billboard Hot 100            | 3      |

| Bảng xếp hạng        | Vị trí |
| -------------------- | ------ |
| US Billboard Hot 100 | 20     |

## Chứng nhận
| Quốc gia                                                                           | Chứng nhận | Số đơn vị/doanh số chứng nhận |
| ---------------------------------------------------------------------------------- | ---------- | ----------------------------- |
| Úc (ARIA)                                                                          | Bạch kim   | 70.000^                       |
| New Zealand (RMNZ)                                                                 | Bạch kim   | 10.000*                       |
| Anh Quốc (BPI)                                                                     | Bạc        | 200.000^                      |
| Hoa Kỳ (RIAA)                                                                      | Bạch kim   | 1,627,000                     |
| * Chứng nhận dựa theo doanh số tiêu thụ. ^ Chứng nhận dựa theo doanh số nhập hàng. |            |                               |